# Harry Crowl
Harry Lamott Crowl Junior (Belo Horizonte, 6 de outubro de 1958) é um compositor, musicólogo e professor brasileiro.

## Vida
Descendente patrilinear de norte-americanos, perdeu cedo os pais e foi criado pelos avós maternos, que eram musicais e despertaram seu amor pela música erudita. Começou a estudar violino aos 15 anos e a partir de 1977 se aperfeiçoou nos Estados Unidos, mudando seu instrumento para a viola na Westport School of Music de Connecticut, e depois continuou os estudos na Juilliard School de Nova Iorque, além de estudar composição privadamente com o compositor Charles Jones.
De volta ao Brasil em 1980, foi violista na orquestra jovem da Fundação Clóvis Salgado, e em 1983 era violista da Orquestra Sinfônica de Brasília. Em 1984, mudou-se para Ouro Preto, onde passou a trabalhar na Universidade Federal de Ouro Preto, participando de projetos de pesquisa e resgate da música colonial brasileira, sendo o responsável pela descoberta da Abertura em Ré maior do padre João de Deus de Castro Lobo, de obras do compositor José Rodrigues Domingues de Meireles, e pela reconstrução de várias obras de Inácio Parreiras Neves, Jerônimo de Souza Queiroz, Domingues de Meireles, Castro Lobo, Francisco Gomes da Rocha e Francisco Barreto Falcão.
Em 1994 transferiu-se para Curitiba, e lá passou a dar aulas de História da Música e Composição na Escola de Música e Belas Artes do Paraná, hoje Universidade Estadual do Paraná, e coordenou o Curso de Composição e Regência. Desde 2001 é diretor artístico da Orquestra Filarmônica da Universidade Federal do Paraná, cujos programas dinamizou, tornando-a uma importante escola de novos profissionais. Continuando atividades como musicólogo, reconstruiu o Ofício de Domingo de Ramos de Lobo de Mesquita e orquestrou o Te Deum de Luís Álvares Pinto, para a Camerata Antiqua de Curitiba, juntamente com Ricardo Bernardes, em 1995. A partir de 1997 passou a colaborar com a Rádio Educativa do Paraná, produzindo programas de música. O programa Música do Século XX recebeu o Prêmio Saul Trumpet 97, como melhor programa radiofônico do Paraná.

## Realizações
Sua obra composta lhe valeu grande prestígio no Brasil e no exterior. Em 1990 recebeu uma encomenda da Secretaria de Cultura do Estado de São Paulo, resultando na Sinfonia nº 1 para banda sinfônica, estreada sob a regência de Roberto Farias no Memorial da América Latina, em 1992. A obra também foi apresentada na Xª Bienal de Música Contemporânea Brasileira da Funarte. Em 2002 foi eleito presidente da Sociedade Brasileira de Música Contemporânea, e foi delegado do Brasil na Sociedade Internacional de Música Contemporânea entre 2002 e 2006. A trilha sonora para o curta metragem Visionários, de Fernando Severo, recebeu o prêmio de Melhor Música do Festival de Cinema e Vídeo de Curitiba. Recebeu prêmios de composição na XX e na XXI Bienal de Música Contemporânea Brasileira. Sua obra Aetherius abriu a XIV Bienal de Música Contemporânea Brasileira. Em outubro de 2004 recebeu a Ordem do Barão do Cerro Azul, outorgada pelo Clube Curitibano e a Secretaria de Cultura do Paraná. Sua obra Cerrados abriu o VI Festival Internacional de Música Contemporânea da Universidade do Chile. Em 2020 foi escolhido para representar a América do Sul em um projeto internacional desenvolvido pela Universidade de Tübingen, na Alemanha, para a composição de uma obra sobre a pandemia do novo coronavírus.
Participou de vários festivais internacionais, e suas composições vêm sendo executadas por conjuntos renomados de vários países, como o Trio Fibonacci do Canadá, o Ensemble Recherche da Alemanha, a Orchestre de Flutes Français, o Ensemble 2E2M, também da França, o Moyzes Quartet da Eslováquia, The George Crumb Trio da Áustria, o Cvartetul Florilegium da Romênia, a Orquestra de Câmara da Rádio Romena, bem como orquestras nacionais como as sinfônicas do Paraná, Minas Gerais e Campinas, Orquestra Sinfônica do Teatro Nacional Claudio Santoro, Brasília, e a Orquestra Filarmônica de Goiás. 
Segundo Rodrigo Choinski, Crowl tem "uma obra reconhecida internacionalmente e figura na vanguarda da produção musical da atualidade. [...] A qualidade de sua obra, interpretada por grandes orquestras e músicos mundo afora, e a contínua produção, chegando à composição de número 172, refletem uma dedicação incansável à música". Nas palavras do pesquisador Luiz Guilherme Pozzi, "Harry Crowl vem efetivamente marcando seu nome entre os grandes compositores brasileiros. Suas obras são executadas mundo afora, intensificando a produção e ajudando a sedimentar qualidade da música brasileira contemporânea. [...] O compositor exerce intensa atividade não somente como compositor, mas também como pesquisador, responsável pela descoberta e restauração de várias obras do período colonial brasileiro, e como professor, dando aulas e ministrando palestras por todo mundo".

## Obras
- Ad astra, per aspera[9]
- E a cidade desperta[10]
- Enquanto uma grande cidade dorme[11]
- Marinas para piano[12]
- Suíte antiga brasileira[13]
- Turris Ebúrnea[14]